# Cinco elementos (filosofia japonesa)
A filosofia dos cinco elementos no budismo japonês, godai (五大, ,literalmente, "cinco grandes"), é derivada de crenças budistas. É talvez mais conhecida no mundo ocidental por seu uso no famoso texto de Miyamoto Musashi, Gorin no Sho (O Livro dos Cinco Anéis), no qual o autor explica os diferentes aspectos da esgrima, atribuindo cada aspecto a um elemento.

Os elementos e seus respectivos significados

## Os elementos
Os cinco elementos são, em ordem crescente de energia: Terra, Água, Fogo, Vento e Vazio.

### Terra
地 Chi (às vezes ji) ou tsuchi, significa "Terra", representando os objetos rígidos e sólidos da terra. O exemplo mais básico de chi estaria nas pedras: estas são altamente resistentes ao movimento ou à mudança, assim como qualquer coisa fortemente influenciada por chi. Nas pessoas, os ossos, músculos e tecidos são representados por chi. Emocionalmente, chi é mais associado à teimosia, coletividade, estabilidade, fisicalidade e gravidade. É um desejo de que as coisas permanecem como estão; a resistência à mudança. Na mente, é a confiança. Quando sob a influência deste  elemento ou "estado de espírito" chi, estamos conscientes de nossa própria fisicalidade e certeza de ação. Este é um conceito distinto de energia-força, conhecido em chinês como qì, e em Japonês como ki, escrito alternativamente como 気, 氣, ou 气.

### Água
水 Sui ou mizu, significa "Água", representando as coisas líquidas, em fluxo e amorfas do mundo. Fora o óbvio exemplo de rios e lagos, as plantas também são categorizadas de acordo com sui, já que se adaptam ao ambiente em que se encontram, crescendo e mudando de acordo com a direção do Sol e a mudança das estações. O sangue e outros fluidos corporais também são representados por sui, assim como tendências mentais ou emocionais que levam a adaptação e mudança. Sui pode ser associado à emoção, atitude defensiva, adaptabilidade, flexibilidade, maleabilidade e magnetismo.

### Fogo
火 Ka ou ho, significa "Fogo", representando as coisas enérgicas, fortes e móveis do mundo. Os animais, capazes de mover-se e cheios de uma forte energia, são os principais exemplos de objetos ka. No corpo, ka representa o nosso metabolismo e calor corporal e, nos reinos mental e emocional, representa o ímpeto e a paixão. Ka pode ser associado à segurança, motivação, desejo, intenção, e um espírito extrovertido.

### Vento

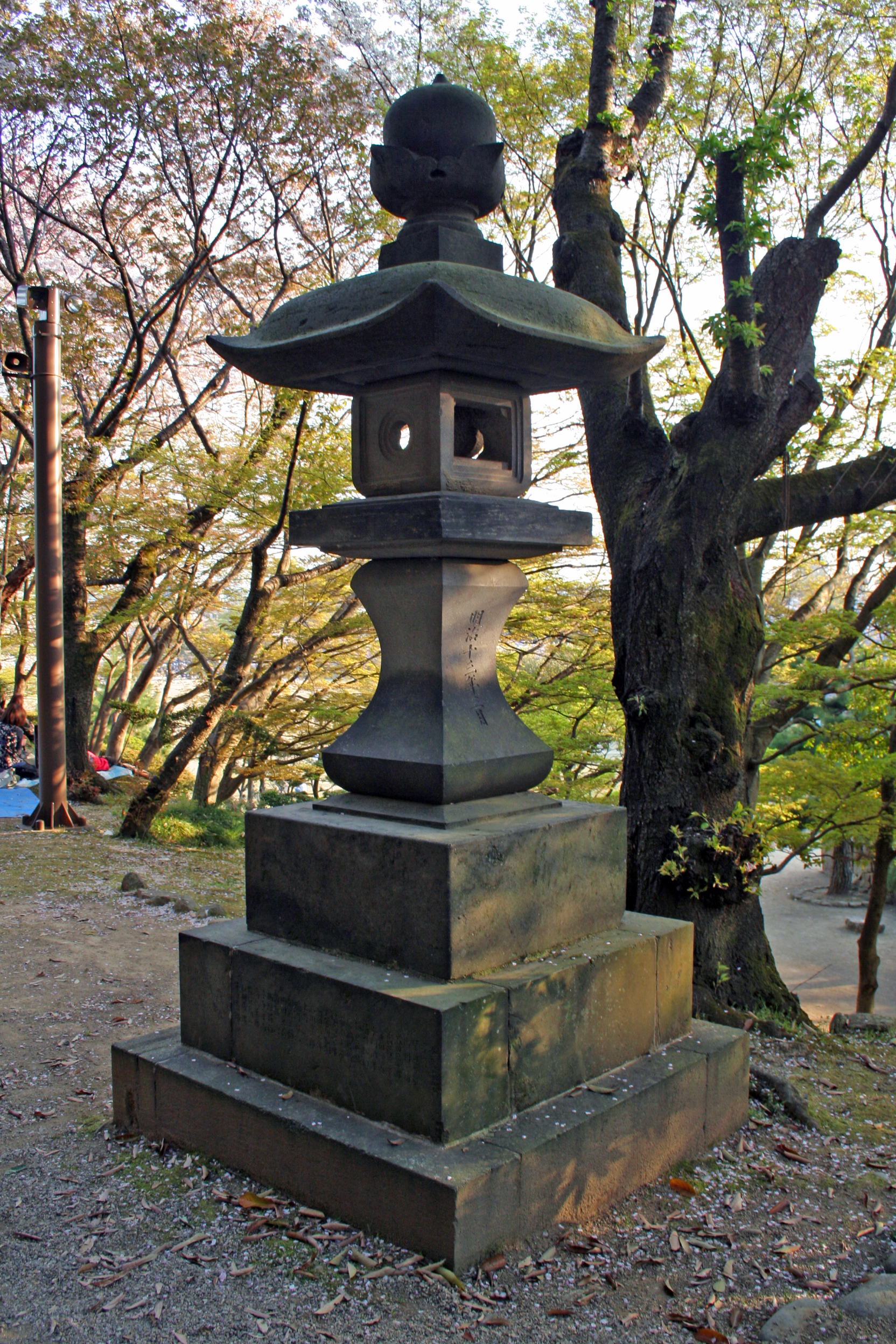
Lanterna de pedra do Castelo de Himeji.

風 Fū ou kaze, significa "Vento", representa coisas que crescem, se expandem, e gozam de liberdade de movimento. Além do ar, da fumaça, e semelhantes, fū pode em alguns aspectos, ser melhor representado pela mente humana. Uma vez que crescemos fisicamente, também aprendemos e nos expandimos mentalmente, em termos de conhecimento, experiências e personalidade. Fū representa o respirar e os processos internos associados à respiração. Mental e emocionalmente, representa uma postura de "mente aberta" e um sentimento de despreocupação. Pode ser associado à vontade, indefinição, evasão, benevolência, compaixão e sabedoria.

### Vazio (Éter)
空 Kū ou sora, na maioria das vezes traduzido como "Vazio", mas também significando "céu" ou "paraíso", representa as coisas além de nossa experiência cotidiana, especialmente aquelas compostas de pura energia. Corporalmente, kū representa o espírito, o pensamento e a energia criativa. Representa a nossa capacidade de pensar e se comunicar, assim como nossa criatividade. Também pode ser associado ao poder, criatividade, espontaneidade e inventividade.
Kū é de particular importância, como o mais elevado dos elementos. Em artes marciais, sobretudo em histórias fictícias, onde a disciplina de combate se mescla com a magia ou o oculto, muitas vezes se invoca o poder do Vazio para conectar-se à energia criativa quintessencial do mundo. Um guerreiro em devida harmonia com o Vazio pode sentir seu entorno e agir sem usar a mente, e sem o uso de seus "sentidos físicos".

## Representações dogodai

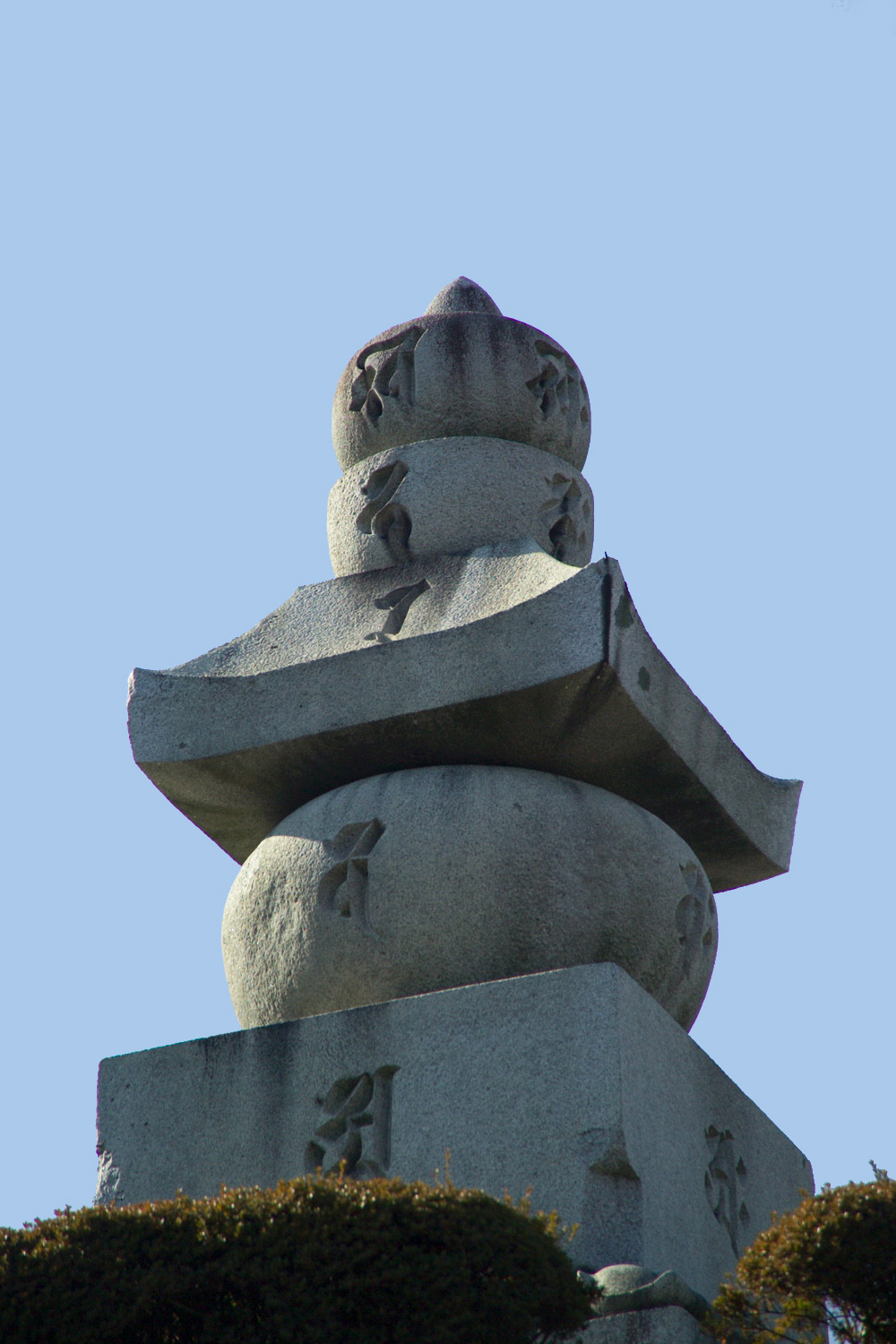
Gorintō em Mimizuka com inscrições em sânscrito.

Hoje em dia, as representações mais comuns dos cinco elementos, fora artes marciais e referências ficcionais, são encontradas na arquitetura budista. As lanternas de pedra japonesas vistas em jardins Zen e templos budistas tem cinco divisões que representam os cinco elementos, embora os cinco segmentos possam ser difíceis de identificar. A parte mais baixa, em contato com o solo, representa chi; a secção seguinte representa sui; ka é representado pela secção que envolve a luz ou chama da lanterna, enquanto fū e kū são representados pelas duas últimas secções mais altas, apontando para o céu.

Outro símbolo comum dos cinco elementos é gorintō, uma torre de pedra de tamanho modesto, usada principalmente em templos budistas e cemitérios. Ela é composta, de baixo para cima, de um cubo, uma esfera, uma pirâmide, uma semiesfera e algo que se assemelha a uma flor de lótus, formas que também têm o significado descrito acima.